# 斯普林韋爾鎮區 (密歇根州)
斯普林韋爾鎮區（英語：Springvale Township）是位於美國密歇根州埃米特縣的一個行政鎮區。

## 地方資料
斯普林韋爾鎮區的面積為121.90平方千米，當中陸地面積為115.80平方千米，而水域面積為6.10平方千米。根據2020年美國人口普查的數據，當地共有人口2146人，而人口密度為每平方千米17.6人。